# جورج الأعمى
جورج الأعمى (1982-) هو باحث وأكاديمي فلسطيني مقتنٍ في مجال التراث والفن الفلسطيني، مؤسس مركز دار الصباغ للأبحاث ودراسات المغتربين، مدير وحدة الثقافة في مركز حفظ التراث الثقافي وعضو اللجنة العلمية لمتاحف حراسة الأراضي المقدسة، مستشار مجموعة بنك فلسطين وأستاذ محاضر في جامعتي دار الكلمة وبيرزيت، القنصل الفخري لجمهورية التشيلي لدى دولة فلسطين.

## حياته
ولد الأعمى في مدينة بيت لحم، درس التاريخ الإسلامي والمسيحي واستهوته الأيقونات المسيحية لجماليتها الفنية وما تحويه من تقنية عالية. يقول الأعمى أن التراث وإقتناء القطع الأثرية أصبحت بالنسبة له مكون روحي، "كان عمري خمسة أعوام حين قدم لي والدي هدية عبارة عن خمسة طوابع، حيث كنت دائم التواجد محل والدي الذي يبيع التحف الشرقية بمدينة بيت لحم". مدينة بيت لحم كان لها الأثر الكبير في مسيرة جورج في بحثه وإقتنائه للآثار الفلسطينية، لكونها تزخر بالمواقع التراثية والآثار المختلفة، يقول الأعمى أن إحدَ أسباب نجاحه وتعلقه بالتراث يعود لمكان سكن جدته التي كانت تقطن في منطقة آبار الملك داهود حيث تكثر القصص والآثار، ومن هناك بدأ شغفه وعمله أيضاً حيث الحفر ليكتشف الخزف التلحمي وبقايا مشاغل الخزف التي تعود لمئات السنين.

## مقتنياته
يعتبر الأعمى باحث متخصص في التراث الإسلامي والمسيحي للطوابع، ثم تحول إلى جمع المطرزات المحلية وقطع الآثار والتراث ودرس بعد ذلك الفن التشكيل. وقد جمع 1607 وثيقة ورقية كلها من الفترة الزمنية التاريخية ما بين عام (1920- 1925)، وصفت من المعطيات الهندسية الصادرة عن سلطة الإنتداب البريطاني في عشرينيات القرن العشرين، ومجموعة من "بوليصات" التأمين الصادرة عن مجموعة من شركات التأمين في مدينة القدس في ثلاثينيات وأربعينيات القرن العشرين، بالإضافة إلى مجموعة من البطاقات البريدية الصادرة عن سمعان السحّار، ومجموعة من مقتنيات الفنان عاصم أبو شقرة (قصاصات ورقية، بطاقات عمل) ووثائق عائلة الشماس. 

## معرضه الدائم
إحتفظ الأعمى بمجموعة مقتنياته الأثرية الثمينة داخل منزله، بدأ بجمع الطوابع ثم المطرزات المحلية وقطع الآثار والتراث ولوحات الفنون، مستعيناً بخبرة والده الذي يعمل في تجارة التحف والهدايا. أن أغلب المقتنيات التي يتتبعها ويحرص على إقتنائها تلك التي صنعت يدوياً بمهارة وحرفية عالية لتباع في الخارج كتذكارات دينية أو أهديت إلى زعماء وملوك العالم منذ عشرات وربما مئات السنين.
في عام 2023، حقق الأعمى انتصاراً حين قرر بنك فلسطين المحدود ورئيس مجلس إدارته هاشم الشوا بتخصيص وحدة في البنك للفن والثقافة، ووضع هذه المقتنيات في معرض دائم يحمل اسم "أربعمائة عام من الإبداع الفلسطيني" المهارة والحرفية، يعكس التجربة الفلسطينية منذ عقود، ويتجلى ذلك في مجموعة لوحات فنية رسمت بمواد وألوان طبيعية تحمل كل منها قصة تصلح لتكون رواية للأجيال. ويوضح الأعمى أن المعرض يسلط الضوء على صناعة الصدف في فلسطين التي بدأت منذ القدم، وعلى مدى أربعة قرون من تاريخ فلسطين حقبة بحقة.
ويتوسط المعرض مجسم لكنيسة القيامة، يقول عنه الأعمى أنه الأهم بالنسبة له، إذ يعود إلى نهاية القرن الـ17، حيث نجح المهندس برناردينو أميكو الذي زار فلسطين عام 1596 في عمل خرائط دقيقة لجميع المناطق والمزارات المقدسة، بمساعدة 12 فلسطينياً من عائلة التراجمة كانوا يتقنون ثماني لغات. ويشبر الأعمى إلى أن هذه العائلة كانت تملك أسرار صناعة الصدف، وقد مكّنهم تعرفهم على الكاهن أميكو من دمج العلم بالتقنية، فاستطاعوا تطبيق الخرائط التي أخذوا نسخة منها كهدية على صناعتهم في إنجاز المجسمات التي كانت تهدى إلى ملوك أوروبا الذين كانوا يدعمون الكنيسة في فلسطين. وأكد جورج توثيق ثلاثين قطعة من هذا المجسم منتشرة في أهم المجموعات الملكية والمتحفية في العالم، لكن القطعة التي يمتلكها هي الوحيدة في فلسطين وقد حصل عليها بعد تعقبها إثر بيعها عام 2012 في مزاد كريستي بلندن. ومن بين عدد كبير من القطع الأثرية، ثوب تلحمي مصنوع من الحرير والكتان يروي تاريخ المطرزات الوطنية، إذ يحكي الثوب -الذي يحتفظ الأعمى بثلاث قطع من أصل عشر في أنحاء العالم- قصة تربية دودة القز وإنتاج الحرير والكتان، وحرص المرأة المسيحية على أن تدفن في هذا الثوب.

## مشاركاته
- شارك في فيلم الفن التشكيلي المقاوم (2021)، من إخراج بلال الخطيب.[8]
- ساعد وشارك في إخراج فيلم رسوم متحركة وثائقي بعنوان "المطلوبون الـ 18".[9]
- عام 2017، ساهم في فعالية إطلاق كتاب الفنانة تمام الأكحل "اليَدُ ترى وَالقلبُ يرسُم"، والصادر عن مؤسسة الدراسات الفلسطينية، وإقامة معرض فني "قَريبٌ لا أراه وبعيدٌ أمامي"، تحدث الأعمى بهذه الفعاليات عن حياة الفنان إسماعيل شموط والفنانة تمام الأكحل.[10]
- شارك في فيلم وثائقي من إنتاج التلفزيون العربي حول مظاهر سرقة التراث وخصوصاً الثوب الفلسطيني التقليدي الذي ترتديه مضيفات الطيران.
- إقتناء وترميم وعرض لوحتين قديمتين للفنان جبرا إبراهيم جبرا، الشخصية الثقافية المتعددة المواهب ورُسمت اللوحتان بالزيت على ورق عندما كان جبرا شاباً يافعاً، وتحمل إحداهما اسم "سقوط ايكاروس"، وهي مستمدة من أسطورة يونانية، وتحمل توقيع جبرا مع تاريخ 1938، بينما تصوّر الثانية امرأة عارية، وهي موقّعة في أيلول/سبتمبر 1941.[11]